# Hotel Rößle

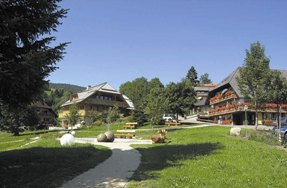
Hotel und Park

Das Hotel Rößle ist eines der ältesten Gasthäuser in Todtmoos im baden-württembergischen Landkreis Waldshut. Es liegt im Todtmooser Ortsteil Strick.

## Geschichte

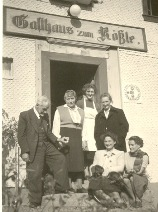
Gasthof um 1950

Die Begründer des Schwarzwaldgasthofs „Rößle“ kamen ursprünglich aus Töplitz im Erzgebirge. Sie erbauten 1670 einen Gasthof mit einer Pferdewechselstation an der Passstraße zum Hochkopf, dem höchsten Berg in der Gemeinde Todtmoos. Neben der Funktion als Vorspann- und Pferdewechselstation war das Gasthaus Rößle auch durch die Einkehr zahlreicher Pilger eng mit der Todtmooser Wallfahrt verbunden.
Der Besitzername Schmid blieb bis 1918 erhalten. In diesem Jahr fiel der designierte 20-jährige Rößle-Wirt Albert Schmid kinderlos im Ersten Weltkrieg. Seine Schwester Sophie heiratete den Holzhändler Josef Maier aus Geschwend und wurde Rößle-Wirtin. 2009 führt ihr Enkel Thomas Maier mit Ehefrau Astrid den Betrieb. Der Gasthof ist durchgehend in Familienbesitz und wurde mehrmals umgebaut, zuletzt als Hotel.

### Drehort
Ein Ereignis in der Geschichte des Gasthauses „Rößle“ waren 1953 die Dreharbeiten für den Heimatfilm „Wenn am Sonntagabend die Dorfmusik spielt“. Er war zum großen Teil Drehort in und um das „Rößle“. Die Schauspieler Rudolf Prack, Ingeborg Körner und Maria Seebald wirkten mit und logierten wie auch die Darsteller Ludwig Schmitz und O. E. Hasse im Hotel „Rößle“. Der Psychotherapeut Karlfried Graf Dürckheim schrieb zum Teil seine Bücher im Rößle.